# 제6포병여단 (대한민국)
제6포병여단(第六砲兵旅團, ROKA 6th Artillery Brigade)은 대한민국 육군의 포병 여단이었다.
1954년 5월 1일, 제6군단 포병사령부로 창설되어, 1982년 8월 1일, 제6포병여단으로 개명되었다.

## 예하 부대
- 여단 본부
  - 본부포대
  - 제336관측대대
  - 제838포병대대
  - 제866포병대대
  - 제878포병대대
- 제6포병단
  - 본부포대
  - 제359포병대대
  - 제659포병대대
  - 제822포병대대
  - 제911포병대대
  - 제999포병대대
- 제9포병단
  - 본부 포대
  - 제968포병대대
  - 제969포병대대
  - 제970포병대대
  - 제971포병대대

## 같이 보기
- 대한민국 육군의 부대 조직 및 편성 목록
- 대한민국 육군의 여단 목록

## 참고
1. ↑  육군본부 군사연구소 역사편찬과. “직계가족복무부대 지원가능 해당부대 내역”. 병무청. 2013년 6월 12일에 확인함.